# Diana Gomes (calciatrice)
Diana Catarina Ribeiro Gomes (Paços de Ferreira, 26 luglio 1998) è una calciatrice portoghese, difensore del Siviglia e centrocampista della nazionale portoghese.

## Carriera

### Club
Gomes cresce con la famiglia a Paços de Ferreira, dove fin da giovanissima si appassiona al calcio iniziando a giocare amatorialmente con il fratello e gli amici fino ad essere notata da un dirigente della locale squadra del Citânia de Sanfins, piccolo club che prende nome dall'omonimo importante sito archeologico della sua città.
In seguito gli osservatori del Freamunde, dopo averla più volte visionata all'opera, la convincono a trasferirsi nel più noto club di Paços de Ferreira, giocando inizialmente nelle squadre giovanili per essere aggregata alla prima squadra nel 2012, dall'età di 14 anni.
Dopo quattro anni si trasferisce al Valadares Gaia giocando nuovamente con i ragazzini nelle sue squadre giovanili miste, per poi passare alla squadra interamente femminile che partecipa al Campeonato Nacional de Futebol Feminino, massimo livello del campionato portoghese di categoria
Nell'estate 2017 Gomes sottoscrive un contratto con il Braga, società con la quale riesce a ottenere negli anni successivi i suoi più prestigiosi risultati sportivi, il titolo di campione di Portogallo al termine del campionato 2018-2019, la Coppa del Portogallo la stagione successiva e infine la Supercoppa 2018.
Grazie al successo in campionato ha anche l'occasione di debuttare in UEFA Women's Champions League, nell'edizione 2019-2020, dove scende in campo in tutti i tre incontri della fase preliminare di qualificazione e, ottenuto il passaggio del turno, nel ritorno dei sedicesimi di finale con le francesi del Paris Saint-Germain, incontro nel quale pur ottenendo un lusinghiero pareggio a reti inviolate in casa della avversarie il Braga viene comunque eliminato dal torneo in virtù della pesante sconfitta per 7-0 subita all'andata.
Dopo due stagioni conquista anche la Taça da Liga femminile, ottenuta superando il Benfica ai calci di rigore dopo che sia i tempi regolamentari che i supplementari si erano chiusi a reti inviolate.

### Nazionale
Gomes inizia ad essere convocata dalla Federcalcio portoghese fin dal 2013, inizialmente nella formazione Under-16, passando nello stesso anno alla Under-17. Con quest'ultima disputa le qualificazioni all'Europeo di Inghilterra 2014, condividendo con le compagne l'accesso alla fase finale nell'ultimo posto disponibile come migliore tra le seconde classificate. Il tecnico federale Susana Cova la conferma in rosa nel torneo che, a dispetto della denominazione ufficiale, si disputa dal 26 novembre all'8 dicembre 2013, venendo impiegata in tutti i tre incontri della sua nazionale nel gruppo A che, dopo il pareggio a reti inviolate con l'Austria, perde le successive partite con Italia (2-0) e Inghilterra (6-1) venendo eliminata già alla fase a gironi.
Nel 2014 arriva la prima convocazione in Under-19, debuttando il 5 aprile nel primo dei tre incontri della seconda fase di qualificazione all'Europeo di Novembre 2014, squadra che poi non riesce ad accedere alla fase finale. Dopo essere stata impiegata nel Torneo di La Manga 2015, viene nuovamente chiamata per la successiva seconda fase di qualificazione all'Europeo di Israele 2015, ancora una volta fallendo l'accesso alla fase finale. Rimasta in quota anche negli anni successivi disputa le qualificazioni, senza arrivare alla qualificazione, agli Europei di Slovacchia 2016 e Irlanda del Nord 2017, chiudendo la sua esperienza in U-19 con 24 presenze complessive tra amichevoli, tornei a invito e tornei UEFA.
Sempre del 2017 è la chiamata nella nazionale maggiore, quando il commissario tecnico Francisco Neto la convoca in occasione dell'Algarve Cup 2017 e dove la impiega per la prima volta il 3 marzo in occasione dell'incontro della fase a gironi perso 6-0 con la Danimarca. In seguito Neto le conferma la fiducia inserendola nella lista preliminare delle 25 calciatrici da valutare per l'Europeo dei Paesi Bassi 2017, prima qualificazione per la nazionale portoghese in un torneo ufficiale UEFA. Benché nella lista definitiva del 6 luglio, Neto sceglie di non convocare Gomes e Cristiana Garcia, a causa dell'infortunio rimediato da Jéssica Silva nell'ultimo allenamento prima della partenza per il torneo, il 14 luglio Gomes si unisce al gruppo come sua sostituta. Pur non essendo mai stata impiegata nel torneo, condivide con le compagne il percorso della sua nazionale che, inserita nel gruppo D, vince, con il risultato di 2-1, solo l'incontro con la Scozia, mentre perdendo con Spagna (2-0) e Inghilterra (2-1) chiude il girone all'ultimo posto venendo eliminata già alla fase a gironi.

## Statistiche

### Cronologia presenze e reti in nazionale
Statistiche aggiornate al 3 dicembre 2024.

| Cronologia completa delle presenze e delle reti in nazionale ― Portogallo | Cronologia completa delle presenze e delle reti in nazionale ― Portogallo | Cronologia completa delle presenze e delle reti in nazionale ― Portogallo | Cronologia completa delle presenze e delle reti in nazionale ― Portogallo | Cronologia completa delle presenze e delle reti in nazionale ― Portogallo | Cronologia completa delle presenze e delle reti in nazionale ― Portogallo | Cronologia completa delle presenze e delle reti in nazionale ― Portogallo | Cronologia completa delle presenze e delle reti in nazionale ― Portogallo |
| Data                                                                      | Città                                                                     | In casa                                                                   | Risultato                                                                 | Ospiti                                                                    | Competizione                                                              | Reti                                                                      | Note                                                                      |
| ------------------------------------------------------------------------- | ------------------------------------------------------------------------- | ------------------------------------------------------------------------- | ------------------------------------------------------------------------- | ------------------------------------------------------------------------- | ------------------------------------------------------------------------- | ------------------------------------------------------------------------- | ------------------------------------------------------------------------- |
| 3-3-2017                                                                  | Parchal                                                                   | Portogallo                                                                | 0 – 6                                                                     | Danimarca                                                                 | Algarve Cup 2017                                                          | -                                                                         | 46’                                                                       |
| 11-6-2017                                                                 | Mangualde                                                                 | Portogallo                                                                | 1 – 0                                                                     | Galles                                                                    | Amichevole                                                                | -                                                                         |                                                                           |
| 6-10-2018                                                                 | Yongchuan                                                                 | Thailandia                                                                | 1 – 4                                                                     | Portogallo                                                                | Yongchuan International Tournament                                        | -                                                                         |                                                                           |
| 10-11-2018                                                                | Rio Maior                                                                 | Portogallo                                                                | 1 – 0                                                                     | Galles                                                                    | Amichevole                                                                | -                                                                         |                                                                           |
| 13-11-2018                                                                | Cova da Piedade                                                           | Portogallo                                                                | 0 – 0                                                                     | Galles                                                                    | Amichevole                                                                | -                                                                         | 46’                                                                       |
| 20-1-2019                                                                 | Torres Novas                                                              | Portogallo                                                                | 3 – 0                                                                     | Ucraina                                                                   | Amichevole                                                                | -                                                                         |                                                                           |
| 4-3-2019                                                                  | Vila Real de Santo António                                                | Svizzera                                                                  | 3 – 1                                                                     | Portogallo                                                                | Algarve Cup 2019                                                          | -                                                                         |                                                                           |
| 9-4-2019                                                                  | Alverca do Ribatejo                                                       | Portogallo                                                                | 4 – 1                                                                     | Ungheria                                                                  | Amichevole                                                                | -                                                                         |                                                                           |
| 4-9-2019                                                                  | Saint Paul                                                                | Stati Uniti                                                               | 3 – 0                                                                     | Portogallo                                                                | Amichevole                                                                | -                                                                         |                                                                           |
| 4-10-2019                                                                 | Elbasan                                                                   | Albania                                                                   | 0 – 1                                                                     | Portogallo                                                                | Euro 2022                                                                 | -                                                                         |                                                                           |
| 7-3-2020                                                                  | Parchal                                                                   | Belgio                                                                    | 1 – 0                                                                     | Portogallo                                                                | Algarve Cup 2020                                                          | -                                                                         | 46’                                                                       |
| 14-6-2021                                                                 | Houston                                                                   | Portogallo                                                                | 3 – 3                                                                     | Nigeria                                                                   | Amichevole                                                                | -                                                                         |                                                                           |
| 19-9-2021                                                                 | Rishon LeZion                                                             | Israele                                                                   | 0 – 4                                                                     | Portogallo                                                                | Qual. Mondiali 2023                                                       | 1                                                                         |                                                                           |
| 26-10-2021                                                                | Plovdiv                                                                   | Bulgaria                                                                  | 0 – 5                                                                     | Portogallo                                                                | Qual. Mondiali 2023                                                       | 1                                                                         |                                                                           |
| 25-11-2021                                                                | Portimão                                                                  | Portogallo                                                                | 4 – 0                                                                     | Israele                                                                   | Qual. Mondiali 2023                                                       | 1                                                                         |                                                                           |
| 30-11-2021                                                                | Faro                                                                      | Portogallo                                                                | 1 – 3                                                                     | Germania                                                                  | Qual. Mondiali 2023                                                       | -                                                                         |                                                                           |
| 16-2-2022                                                                 | Lagos                                                                     | Norvegia                                                                  | 0 – 2                                                                     | Portogallo                                                                | Algarve Cup 2022                                                          | -                                                                         | 52’                                                                       |
| 9-4-2022                                                                  | Bielefeld                                                                 | Germania                                                                  | 3 – 0                                                                     | Portogallo                                                                | Qual. Mondiali 2023                                                       | -                                                                         | 68’                                                                       |
| 23-6-2022                                                                 | Lisbona                                                                   | Portogallo                                                                | 4 – 0                                                                     | Grecia                                                                    | Amichevole                                                                | -                                                                         |                                                                           |
| 25-6-2022                                                                 | Estoril                                                                   | Portogallo                                                                | 1 – 0                                                                     | Grecia                                                                    | Amichevole                                                                | -                                                                         |                                                                           |
| 28-6-2022                                                                 | Estoril                                                                   | Portogallo                                                                | 1 – 1                                                                     | Australia                                                                 | Amichevole                                                                | -                                                                         | 64’                                                                       |
| 9-7-2022                                                                  | Leigh                                                                     | Portogallo                                                                | 2 – 2                                                                     | Svizzera                                                                  | Euro 2022                                                                 | 1                                                                         |                                                                           |
| 13-7-2022                                                                 | Leigh                                                                     | Paesi Bassi                                                               | 3 – 2                                                                     | Portogallo                                                                | Euro 2022                                                                 | -                                                                         | 88’                                                                       |
| 17-7-2022                                                                 | Leigh                                                                     | Svezia                                                                    | 5 – 0                                                                     | Portogallo                                                                | Euro 2022                                                                 | -                                                                         |                                                                           |
| 2-9-2022                                                                  | Stara Pazova                                                              | Serbia                                                                    | 1 – 2                                                                     | Portogallo                                                                | Qual. Mondiali 2023                                                       | -                                                                         |                                                                           |
| 6-9-2022                                                                  | Vizela                                                                    | Portogallo                                                                | 4 – 0                                                                     | Turchia                                                                   | Qual. Mondiali 2023                                                       | -                                                                         |                                                                           |
| 6-10-2022                                                                 | Vizela                                                                    | Portogallo                                                                | 2 – 1                                                                     | Belgio                                                                    | Qual. Mondiali 2023                                                       | -                                                                         |                                                                           |
| 11-10-2022                                                                | Paços de Ferreira                                                         | Portogallo                                                                | 4 – 1                                                                     | Islanda                                                                   | Qual. Mondiali 2023                                                       | -                                                                         |                                                                           |
| 11-11-2022                                                                | Cova da Piedade                                                           | Portogallo                                                                | 5 – 0                                                                     | Haiti                                                                     | Amichevole                                                                | -                                                                         |                                                                           |
| 15-11-2022                                                                | Alverca do Ribatejo                                                       | Portogallo                                                                | 1 – 0                                                                     | Costa Rica                                                                | Amichevole                                                                | -                                                                         | 87’                                                                       |
| 17-2-2023                                                                 | Hamilton                                                                  | Nuova Zelanda                                                             | 0 – 5                                                                     | Portogallo                                                                | Amichevole                                                                | -                                                                         | 78’                                                                       |
| 22-2-2023                                                                 | Hamilton                                                                  | Portogallo                                                                | 2 – 1                                                                     | Camerun                                                                   | Qual. Mondiali 2023                                                       | 1                                                                         |                                                                           |
| 7-4-2023                                                                  | Guimarães                                                                 | Portogallo                                                                | 1 – 2                                                                     | Giappone                                                                  | Amichevole                                                                | -                                                                         | 73’                                                                       |
| 11-4-2023                                                                 | Guimarães                                                                 | Portogallo                                                                | 1 – 1                                                                     | Galles                                                                    | Amichevole                                                                | -                                                                         |                                                                           |
| 1-7-2023                                                                  | Milton Keynes                                                             | Inghilterra                                                               | 0 – 0                                                                     | Portogallo                                                                | Amichevole                                                                | -                                                                         | 90+3’                                                                     |
| 7-7-2023                                                                  | Porto                                                                     | Portogallo                                                                | 2 – 0                                                                     | Ucraina                                                                   | Amichevole                                                                | -                                                                         | 55’                                                                       |
| 23-7-2023                                                                 | Dunedin                                                                   | Paesi Bassi                                                               | 1 – 0                                                                     | Portogallo                                                                | Mondiali 2023                                                             | -                                                                         | 84’                                                                       |
| 1-8-2023                                                                  | Auckland                                                                  | Portogallo                                                                | 0 – 0                                                                     | Stati Uniti                                                               | Mondiali 2023                                                             | -                                                                         | 72’                                                                       |
| 22-9-2023                                                                 | Valenciennes                                                              | Francia                                                                   | 2 – 0                                                                     | Portogallo                                                                | UEFA Women's Nations League 2023-2024                                     | -                                                                         |                                                                           |
| 26-9-2023                                                                 | Barcelos                                                                  | Portogallo                                                                | 3 – 2                                                                     | Norvegia                                                                  | UEFA Women's Nations League 2023-2024                                     | -                                                                         |                                                                           |
| 27-10-2023                                                                | Altach                                                                    | Austria                                                                   | 2 – 1                                                                     | Portogallo                                                                | UEFA Women's Nations League 2023-2024                                     | -                                                                         |                                                                           |
| 31-10-2023                                                                | Póvoa de Varzim                                                           | Portogallo                                                                | 1 – 2                                                                     | Austria                                                                   | UEFA Women's Nations League 2023-2024                                     | -                                                                         |                                                                           |
| 1-12-2023                                                                 | Oslo                                                                      | Norvegia                                                                  | 4 – 0                                                                     | Portogallo                                                                | UEFA Women's Nations League 2023-2024                                     | -                                                                         |                                                                           |
| 5-12-2023                                                                 | Leiria                                                                    | Portogallo                                                                | 0 – 1                                                                     | Francia                                                                   | UEFA Women's Nations League 2023-2024                                     | -                                                                         | 90’                                                                       |
| 21-2-2024                                                                 | Estoril                                                                   | Portogallo                                                                | 3 – 1                                                                     | Rep. Ceca                                                                 | Amichevole                                                                | -                                                                         |                                                                           |
| 27-2-2024                                                                 | Estoril                                                                   | Portogallo                                                                | 5 – 1                                                                     | Corea del Sud                                                             | Amichevole                                                                | -                                                                         |                                                                           |
| 5-4-2024                                                                  | Leiria                                                                    | Portogallo                                                                | 3 – 0                                                                     | Bosnia ed Erzegovina                                                      | Qual. Euro 2025                                                           | -                                                                         |                                                                           |
| 31-5-2024                                                                 | Leiria                                                                    | Portogallo                                                                | 4 – 0                                                                     | Irlanda del Nord                                                          | Qual. Euro 2025                                                           | -                                                                         |                                                                           |
| 4-6-2024                                                                  | Lurgan                                                                    | Irlanda del Nord                                                          | 1 – 2                                                                     | Portogallo                                                                | Qual. Euro 2025                                                           | -                                                                         |                                                                           |
| 12-7-2024                                                                 | Zenica                                                                    | Bosnia ed Erzegovina                                                      | 0 – 0                                                                     | Portogallo                                                                | Qual. Euro 2025                                                           | -                                                                         |                                                                           |
| 25-10-2024                                                                | Baku                                                                      | Azerbaigian                                                               | 1 – 4                                                                     | Portogallo                                                                | Qual. Euro 2025                                                           | 1                                                                         |                                                                           |
| 29-11-2024                                                                | Porto                                                                     | Portogallo                                                                | 1 – 1                                                                     | Rep. Ceca                                                                 | Qual. Euro 2025                                                           | -                                                                         |                                                                           |
| 3-12-2024                                                                 | Teplice                                                                   | Rep. Ceca                                                                 | 1 – 2                                                                     | Portogallo                                                                | Qual. Euro 2025                                                           | -                                                                         |                                                                           |
| Totale                                                                    |                                                                           | Presenze                                                                  | 53                                                                        |                                                                           | Reti                                                                      | 6                                                                         |                                                                           |

## Palmarès
- Campionato portoghese: 1

Braga: 2018-2019
- Coppa del Portogallo femminile: 1

Braga: 2019-2020
- Supercoppa portoghese femminile: 1

Braga: 2018
- Coppa di Lega portoghese: 1

Braga: 2021-2022